# 오부치 라이주
오부치 라이주(일본어: 大渕 来珠, 2003년 7월 21일~)는 일본의 축구 선수이다.

## 구단 경력
그는 2020년 J3리그의 세레소 오사카 U-23에서 뛰었다. 2023년 J2리그의 V-파렌 나가사키로 이적했다. 2024년 J3리그의 테게바자로 미야자키로 이적했다.